# Stephaniewarte

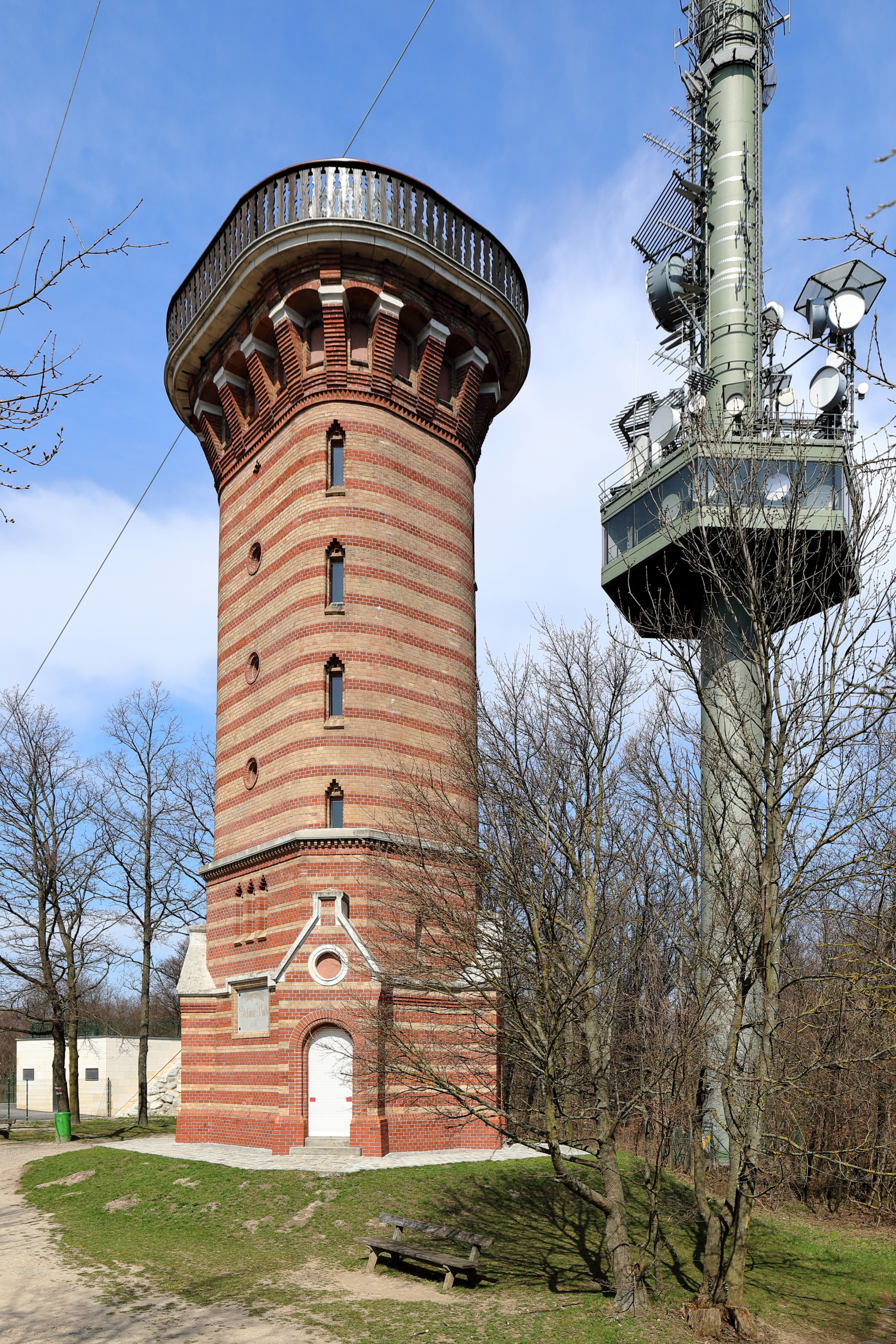
Die Stephaniewarte und rechts der Sender Kahlenberg

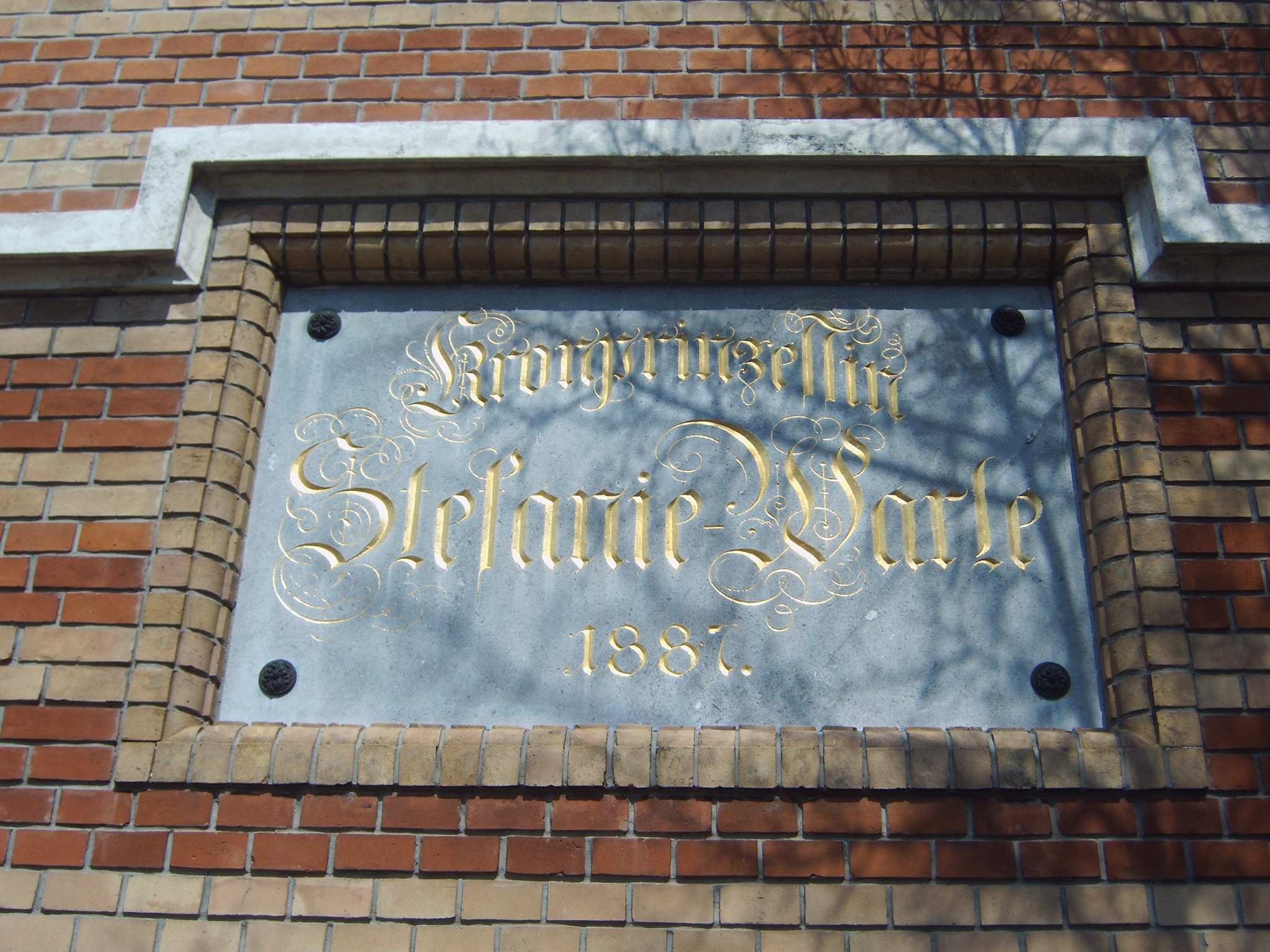
Inschrift „Kronprinzessin Stefanie-Warte 1887“

Die Stephaniewarte (auch Stefaniewarte) ist ein 1887 errichteter Aussichtsturm am Gipfel des 484 m hohen Kahlenberges im 19. Wiener Gemeindebezirk Döbling.

## Beschreibung und Geschichte
Der Aussichtsturm wurde 1887 von der Kahlenbergbahn-Gesellschaft im Zuge der Verlängerung nächst der Endstation der Zahnradbahn errichtet und nach der Stifterin Kronprinzessin Stephanie, Gemahlin von Kronprinz Rudolf, benannt. Geplant wurde die Warte vom Büro Fellner & Helmer. Beim Bau wurden teilweise Ziegel des Maschinenhauses der 1876 stillgelegten Drahtseilbahn auf den Leopoldsberg wiederverwertet. Der rechteckige Turm mit einer Höhe von 22 Metern hat eine Basisfläche von etwa 35 m². Die Aussichtsplattform hat eine Fläche von etwa 60 m² und ist mit einer Holzbrüstung umgeben. Aufgrund des erwarteten Besucherandrangs wurden zwei getrennte Stiegenhäuser mit jeweils 125 Stufen errichtet, eines für den Aufstieg und eines für den Abstieg. Heute ist für die Öffentlichkeit nur ein Stiegenhaus zugänglich. In den 1980er Jahren wurde die Warte von der Stadt Wien erworben und von 1990 bis 1992 generalsaniert. Dabei wurde der Stiegenaustritt mit einer Glaskonstruktion überbaut. Zum 130-jährigen Jubiläum 2017 erfolgte eine weitere Sanierung durch die Stadt Wien.
Die Warte wird von den Döblinger Naturfreunden betreut und kann in den Monaten Mai bis Oktober an Samstagen, Sonn- und Feiertagen jeweils ab mittags bestiegen werden.
Bereits 1880 wurde die Stephanienwarte auf der Platte in Graz errichtet.

## Rundfunkbetrieb
Seit 1953 wird hier regelmäßig Rundfunk übertragen, seit 1956 befindet sich gleich neben der Warte der Mast des Senders Kahlenberg. Zwischen dem 8. Februar und dem 21. April 1898 führte schon das Marine-Technische-Comité (MTC) der k. u. k. Kriegsmarine von hier erste Versuche mit drahtloser Telegrafie zur Votivkirche durch. Von 1953 bis 1956 diente die Warte selbst als Träger von Sendeantennen des ORFs und war der Standort des ersten UKW-Radiosenders. Am 1. August 1955 begann von hier sowie in Graz, Linz und Salzburg der provisorische Fernsehbetrieb. Am 15. März 1956 wurde der Richtfunkbetrieb für drei Rundfunkkanäle der ersten West- und Südstrecke (Wien-Salzburg-Innsbruck / Wien-Klagenfurt) aufgenommen, wobei die erste Etappe zunächst für beide über den Sender Anninger ging. Am 10. Oktober 1956 nahm schließlich ein neben der Stephaniewarte gebauter 129 m hoher abgespannter Gittermast und das neue Sendergebäude seinen Betrieb auf und am 23. September 1974 wurde der jetzige 165 m hohe abgespannte Rohrmast in Betrieb genommen.